# Sweet Dreams (serie de televisión)
Sweet Dreams (en chino simplificado, 一千零一夜; pinyin, Yīqiān líng yī yè), es una serie de televisión china transmitida desde el 25 de junio hasta el 23 de julio de 2018 a través de Hunan Television. Es protagonizada por Dilraba Dilmurat y Deng Lun.

## Argumento
La serie sigue a Ling Lingqi, una joven de buen corazón que está enamorada del renombrado florista Bo Hai, el atractivo presidente de "Flowerplus Florist", decidida a acercarse a él, Ling Ling decide postularse para trabajar en su empresa y después de varios intentos es aceptada.
Un día cuando Ling Ling y Bo Hai forman parte de una prueba experimental de alta tecnología de la empresa para mejorar los patrones de sueño, sin embargo durante las pruebas con el brazalete, este sufre algunos problemas y transporta las ondas cerebrales eléctricas de Ling Ling a ser introducidas en las secuencias de sueños de Bo Hai, permitiéndole a Ling Lingqi entrar en sus sueños. 
Poco a poco a través de los sueños y la vida real, Ling Lingqi y Bo Hai se ayudan a superar sus propios problemas personales. Ling se da cuenta lo mucho que se está perdiendo de la vida y lentamente sale de su caparazón y enfrenta sus sentimientos; llevándola en un camino de aprendizaje, mientras que Bo Hai logra superar su trauma y miedos de la infancia, y es capaz de revelarle a Ling Ling que está enamorado de ella.

## Personajes

### Personajes principales
| Actor            | Personaje    | N.º de episodios | Notas | Duración |
| ---------------- | ------------ | ---------------- | --- | -------- |
| Deng Lun         | Bo Hai       | 49               | Es un joven atractivo e inteligente, así como el presidente de la compañía "Flowerplus Florist" y un experto Floriculturista. Bo Hai sufre un trauma de la infancia, luego de quedar atrapado en un incendio lo que ocasionó que sea daltónico. Poco a poco Bo Hai comienza a enamorarse de Ling Ling, cuando ella se une a su empresa, y aunque al inicio no lo acepta, finalmente decide seguir sus sentimientos.                                                                                        | 2018     |
| Dilraba Dilmurat | Ling Ling Qi | 49               | Es una joven amable y servicial, sin embargo su baja autoestima ha afectado su vida, obstaculizando su carrera e impidiéndole alcanzar sus sueños. Después de que su novio termina con ella por otra mujer durante su época universitaria, Bo Hai aparece en su vida y le da un ramo de flores, lo que la ayuda a sentirse mejor y comienza a idolatrarlo. Pronto comienza a trabajar como florista a tiempo parcial en "Flowerplus Florist", para estar cerca de él y poco a poco comienzan a enamorarse. | 2018     |

### Personajes secundarios
| Actor          | Personaje     | N.º de episodios | Notas | Duración |
| -------------- | ------------- | ---------------- | --- | -------- |
| Wang Ruizi     | Lu Bao Ni     | 49               | es la mejor amiga de Ling Lingqi y empleada en "Flowerplus Florist". Está enamorada de Mo Nan.                                      | 2018     |
| Chen Yilong    | Mo Nan        | 49               | es el amigo de Ling Lingqi, de quien está enamorado, aunque ella no siente lo mismo.                                                | 2018     |
| Zhang Haowei   | Chen Mo       | 49               | es el asistente y secretario de Bai Hai en "Flowerplus Florist", Chen Mo está enamorado de Zhou Xin Yan.                            | 2018     |
| Zhu Xudan      | Zhou Xin Yan  | 49               | es una Floriculturista en "Flowerplus Florist". Xin Yan está secretamente enamorada de Bo Hai, pero él no siente lo mismo por ella. | 2018     |
| Qu Gaowei      | Wen Guangqi   | -                | es el vicepresidente de la Compañía "Hua Jia"                                                                                       | 2018     |
| Wang Bingxiang | Shi Ji        | -                | es el asistente de Wen Guangq | 2018     |
| Ming Ziyu      | Zhen Qi       | -                | empleada de "Flower Plus" y admiradora de Lu Baoni                                                                                  | 2018     |
| Xu Zixuan      | Lu Sisi       | -                | empleada de "Flower Plus" | 2018     |
| Zhang Junming  | Lv Dawei      | -                | es una empleada de "Flower Plus" y admiradora de Lu Baoni                                                                           | 2018     |
| Huang Wen      | Zhang Lili    | -                | - | 2018     |
| Dong Ziheng    | Xin Ba        | -                | - | 2018     |
| Fu Jia         | Ling Guoliang | 1                | es el padre de Ling Lingqi | 2018     |
| Yang Kun       | Song Lingling | 1                | es la madre de Ling Lingqi | 2018     |

### Otros personajes
| Actor        | Personaje             | Ocupación             | Episodio donde apareció | Duración |
| ------------ | --------------------- | --------------------- | ----------------------- | -------- |
| Tse Kwan-ho  | Liu Yingjie / William | -                     | -                       | 2018     |
| Lu Xingyu    | Li Boqing             | -                     | -                       | 2018     |
| Liu Qiushi   | Ji Bin                | -                     | -                       | 2018     |
| Gao Mingyang | Wu Fan                | -                     | -                       | 2018     |
| Li Jinyang   | Ma Xiaoyi             | -                     | -                       | 2018     |
| Gao Hai      | Luo Xian'nian         | -                     | -                       | 2018     |
| Du Yafei     | Wang Jianming         | -                     | -                       | 2018     |
| Li Zifeng    | Ming Lang             | -                     | 21                      | 2018     |
| Teng Xuan    | Lu Yunqing            | -                     | -                       | 2018     |
| Yang Lei     | Xiao Fang             | -                     | -                       | 2018     |
| -            | Tía Li                | Amiga de Mrs. Song    | -                       | 2018     |
| -            | Tía Hua               | Amiga de Mrs. Song    | -                       | 2018     |
| -            | Nicholas              | Cliente de Bo Hai     | -                       | 2018     |
| -            | Madeleine             | Prometida de Nicholas | -                       | 2018     |
| -            | Simon                 | exnovio de Lu Bao Ni  | -                       | 2018     |

## Episodios
La serie está conformada por 49 episodios, los cuales fueron transmitidos todos los lunes, martes, miércoles, jueves, viernes y domingo.

## Música
El Soundtrack de la serie está conformado por 4 canciones.
| No. | Artista     | Canción                                    | Letra    | Música                                | Notas               |
| --- | ----------- | ------------------------------------------ | -------- | ------------------------------------- | ------------------- |
| 1   | Liu Meilin  | "One Thousand and One Nights" (一千零一夜) | Yang Zhe | Tian Changye, Cui Dukuan y Jin Zaixun | (canción de inicio) |
| 2   | Xu Xinwen   | "Love Shines the Brightest" (爱最闪耀)     | Yang Zhe | Tian Changye y Liu Yuanguang          |                     |
| 3   | Chen Yilong | "Night Dream" (白夜梦)                     | Yang Zhe | Tian Changye y An Xiuwan              |                     |
| 4   | Deng Lun    | "Flowers Stay Silent" (花不语)             | Yang Zhe | Tian Changye y An Xiuwan              | (canción de cierre) |

## Premios y nominaciones
| Año  | Categoría                               | Premio                           | Nominada         | Resultado |
| ---- | --------------------------------------- | -------------------------------- | ---------------- | --------- |
| 2018 | Golden Eagle Goddess (Favorite Actress) | 29th China TV Golden Eagle Award | Dilraba Dilmurat | Ganó      |

## Producción
La serie fue dirigida por Jin Sha.
En agosto del 2017 se anunció que Deng Lun y Dilraba Dilmurat habían sido confirmados como las estrellas principales del nuevo drama moderno Sweet Dreams.
La serie comenzó sus filmaciones en octubre del 2017 y fue estrenada el 25 de junio del 2018. 
Contó con el apoyo de las compañías de producción "Mandala Media", "Jay Walk Studio" y "Astro Entertainment".

### Popularidad
A su estreno el primer episodio de la serie recibió un índice de audiencia en "CSM52" del 0.814%, lo cual la colocó en el cuarto lugar. Con respecto al "CSM Nationwid"e, la serie saltó al primero puesto después de alcanzar las calificaciones de 1.293% en el día de estreno.
Las vistas en línea alcanzaron más de 100 millones de vistas en menos de 24 horas de su lanzamiento en Youku y Tencent.
La serie también recibió críticas positivas por sus escenarios únicos en la trama de su historia, así como una fresca y nueva perspectiva sobre la ocupación de la floricultura y un sentido de "variedad" humorística.